# Орлик (станція)
О́рлик — проміжна залізнична станція Одеської дирекції Одеської залізниці.
Розташована поблизу села Мигія Первомайського району Миколаївської області на лінії Побережжя — Підгородна між станціями Голта (8 км) та Підгородна (7 км).
Не плутати зі зупинним пунктом Орлик на напрямку Вінниця — Гайворон.

## Історія
Станцію було відкрито 1936 року.
Назва походить від історичної назви однієї із історичних частин сучасного Первомайська — міста Ольвіопіль, яке первісно мало назву Орлик.
Лінія електрифікована 1990 року. Зупиняються лише приміські поїзди.